# Tadeusz Pełczyński
Tadeusz Walenty Pełczyński (Varsavia, 14 febbraio 1892 – Londra, 3 gennaio 1985) è stato un generale polacco.

## Biografia
Suo padre era tecnico di uno zuccherificio originario della frazione di Sanniki, nel voivodato della Masovia, mentre sua madre era insegnante elementare e bis-nipote del generale polacco Michał Pełczyński, che aveva prestato servizio nell'esercito del regno del Congresso.
Durante la seconda guerra mondiale, Pełczyński ricoprì la carica di capo di stato maggiore del movimento clandestino di liberazione nazionale Związek Walki Zbrojnej ed in seguito la carica di vice comandante dell'Armia Krajowa.